# Sedam
Sedam (en canarés: ಸೇಡಂ ) es una ciudad de la India en el distrito de Gulbarga, estado de Karnataka.

## Geografía
Se encuentra a una altitud de 420 m s. n. m. a 544 km de la capital estatal, Bangalore, en la zona horaria UTC +5:30.

## Demografía
Según estimación 2011 contaba con una población de 42 883 habitantes.